# 青森県道215号小湊停車場線
青森県道215号小湊停車場線（あおもりけんどう215ごう こみなとていしゃじょうせん）は、青森県東津軽郡平内町を通る一般県道である。

## 概要
東津軽郡平内町小湊の青い森鉄道線小湊駅から国道4号に至る短距離路線である。
当県道は、駅舎を背にすると左側が県道で、右側が平内町道である。

### 路線データ
- 起点：小湊停車場[1]
- 終点：国道四号交点（東津軽郡平内町）[1]

## 歴史
- 1961年（昭和36年）2月10日 - 県道に認定される[1]。

## 地理

### 交差する道路
- 国道4号（終点）

### 沿線の施設
- 青い森鉄道 青い森鉄道線小湊駅
- 青森みちのく銀行 平内支店
- 北部上北広域事務組合 平内消防署
- 平内町役場
- 小湊郵便局